# 耶律辟离剌
耶律辟离剌，契丹族，耶律氏，金朝初年将领。
辽朝灭亡之前，他在天祚帝天庆六年（1116年）五月，投靠女真军，娶秘书监萧裕之妹，官至左卫将军，近侍局副使。完颜亮即位后，猜忌金太宗诸子，想要除掉他们。耶律辟离剌于是受命和萧裕秘密杀死完颜宗本和完颜宗美。为平息大众之疑，辟离剌被出为宁昌军节度使。正降四年（1159年），官至宿州防御使，十一月，为贺宋正旦副使，跟随翰林侍讲学士施宜生出使南宋，回国后，告发施宜生暗通宋朝，完颜亮将施宜生杀害。。